# Gâteau de taro
Le gâteau de taro (chinois simplifié : 芋头糕 ; chinois traditionnel : 芋頭糕 ; pinyin : yùtóugāo ; cantonais Jyutping : wu⁶ tau⁴ gou¹) est un mets chinois préparé à partir du tubercule du taro. Bien que sa texture soit plus dense que celle des gâteaux de navets (chai tow kway), ces deux gâteaux salés sont préparés de manière similaire, en utilisant de la farine de riz gluant comme ingrédient principal. Lorsqu'il est servi parmi des dimsums, il est découpé en tranches rectangulaires et frit à la poêle avant d'être présenté à table. On le trouve à Hong Kong, en Chine et dans les restaurants des quartiers asiatiques. Parmi les autres ingrédients, on trouve du porc, des champignons parfumés chinois ou encore des saucisses chinoises. Le plat est parsemé de ciboule.

## Dans d'autres cultures culinaires
Un mets similaire existe dans la cuisine vietnamienne, où il est appelé bánh khoai môn.
Le gâteau de taro est parfois appelé à tort « gâteau d'igname » (yam cake), à cause d'une mauvaise traduction du nom du tubercule en Malaisie et à Singapour.